# Élections européennes de 2014 en Croatie
Les élections européennes de 2014 ont eu lieu entre le 22 et le 25 mai selon les pays, et le dimanche 25 mai 2014 en Croatie. C'étaient les premières élections depuis l'entrée en vigueur du Traité de Lisbonne qui a renforcé les pouvoirs du Parlement européen et modifié la répartition des sièges entre les différents États-membres. Ainsi, les Croates n'ont pas élu 12 députés européens comme en 2013, mais 11 seulement.
Les députés européens croates sont élus au suffrage universel selon un scrutin proportionnel de liste dans une circonscription unique à l'échelle du pays.

## Contexte
Lors des précédentes élections, la campagne électorale s'est principalement focalisée sur le coût de ces élections (organisées pour un mandat de seulement un an), sur l'opportunité de les organiser en même temps que les élections locales, ou encore sur le salaire des députés européens. La nouvelle campagne électorale semble davantage mobiliser les partis, et notamment le Parti social-démocrate, dont est issu l'actuel premier ministre, Zoran Milanović, et le principal parti d'opposition, l'Union démocratique croate. Ce dernier, s'il remportait les élections européennes, pourraient demander des élections législatives anticipées, à l'inverse une victoire des sociaux-démocrates, conforterait l'actuelle majorité gouvernementale.

## Mode de scrutin
Les onze députés européens croates sont élus au suffrage universel direct par l'ensemble des citoyens croates ainsi que par les ressortissants de l'Union européenne résidant en Croatie âgés de plus de 18 ans. Le scrutin se tient selon le mode du vote unique transférable, et les sièges sont répartis entre les listes dépassant 5 % des suffrages exprimés selon la méthode d'Hondt.

## Partis et candidats
Ce tableau présente les partis candidats aux élections européennes en Croatie.
| Parti | Parti | Tête de listes      | Parti politique européen    |
| ----- | --- | ------------------- | --------------------------- |
|       | Coalition patriotique - Union démocratique croate (HDZ) - Parti paysan croate (HSS) - Parti croate du Droit - Ante Starčević (HSP AS) - Bloc des retraités ensemble (BUZ) - Parti démocratique de Zagorje (ZDS) - Parti démochrétien croate (HDS)                                               | Andrej Plenković    | PPE HSP AS : AECR           |
|       | Coalition Cocorico - Parti social-démocrate de Croatie (SDP) - Parti populaire croate - Démocrates libéraux (HNS) - Diète démocrate istrienne (IDS) - Parti croate des retraités (HSU) - Parti démocratique indépendant serbe (SDSS)                                                            | Neven Mimica        | SDP : PSE HNS et IDS : ALDE |
|       | Les travaillistes croates - Le Parti du travail | Nikola Vuljanić     |                             |
|       | Développement durable croate (ORaH) | Mirela Holy         |                             |
|       | Partenariat du centre croate - Forum national (NF) - Parti social-libéral croate (HSLS) - Alliance du Primorje-Gorski Kotar (PGS) - Liste pour Fiume | Nikica Gabrić       | NF : PDE                    |
|       | Alliance pour la Croatie - Alliance démocratique croate de Slavonie et Baranya (HDSSB) - Parti croate du Droit (HSP) - Croissance croate (HRAST) - Aube croate (HZ) - Action pour une meilleure Croatie (ABH) - Parti croate des droits (HSP) - Parti de la famille (OS) - Vœu de Croatie (ZZH) | Milan Kujundžić     |                             |
|       | Parti pirate | Miroslav Ambruš-Kiš | PPUE                        |
|       | Alphabet de la démocratie (ABECEDA) | Željka Lelas        |                             |
|       | Action jeune (AM) | Ante Rubeša         |                             |
|       | Parti croate autochtone des droits (A-HSP) | Dražen Keleminec    |                             |
|       | Contrefort démocratique-Parti de Zagreb (DPS) | Dario Dropučić      |                             |
|       | - Parti démocratique des femmes (DSŽ) - Parti croates des chômeurs (HSN) - Parti d'action des retraités de Slavonie et Baranya (ASBU) | Marija Jelinčić     |                             |
|       | Parti des travailleurs croates (HRS) | Mladen Novosel      |                             |
|       | Parti croate de l'ordre (HSR) | Darko Duga          |                             |
|       | Union démocrate (MDS) | Željko Pavlic       |                             |
|       | Notre parti+Nouveau parti serbe (NS+NSS) | Ljubomir Ajduković  |                             |
|       | Liste indépendante d'Anto Đapić | Anto Đapić          |                             |
|       | Mouvement pour une Croatie moderne | Damir Gašparović    |                             |
|       | Alliance pour le changement (SP) | Ivan Pernar         |                             |
|       | Parti croate Roma (SRH) | Surija Mehmeti      |                             |
|       | Parti socialiste de Croatie - Alternative de Gauche (SPH) | Dejan Šipov         |                             |
|       | Parti ouvrier socialiste de Croatie (SRP) | Boris Bogdanić      |                             |
|       | Parti croate du vivre ensemble (SHZ) | Miljenko Marić      |                             |
|       | Parti des retraités (SU) | Danko Kobali        |                             |
|       | Verts de Croatie-Action jeune-Parti vert (Zeleni HR-AMD-ZS) | Aljoša Babić        |                             |

(1) Coalition de huit partis d'extrême-droite, menée par l’Alliance démocratique croate de Slavonie et Baranya.
(2) Le Parti croate du Droit ne se présente pas sur les listes de l'Union démocratique croate en 2014, en raison des positions très eurosceptiques et nationalistes de son élue, Ruža Tomašić.

## Résultats

### Répartition
|                | Voix      | %       |
| -------------- | --------- | ------- |
| Inscrits       | 3 767 243 | 100 %   |
| Votants        | 950 980   | 25,24 % |
| Blancs et nuls | 29 076    | 3,06 %  |
| Exprimés       | 921 904   | 96,94 % |

| ← Élections au Parlement Européen de 2014 |                                                 |         |         |       |        |        |              |
| Parti                                     | Parti                                           | Voix    | Voix    | Voix  | Sièges | Sièges | Groupe au PE |
| Parti                                     | Parti                                           | Nombre  | %       | +/-   | Nombre | +/-    | Groupe au PE |
|                                           | Coalition patriotique                           | 381 844 | 41,42 % | +8,56 | 6      | =      |              |
|                                           | Coalition Cocorico                              | 275 904 | 29,23 % | -2,14 | 4      | -1     |              |
|                                           | Développement durable croate                    | 86 806  | 9,42 %  | N/A   | 1      | N/A    |              |
|                                           | Alliance pour la Croatie                        | 63 437  | 6,88 %  | N/A   | 0      | N/A    |              |
|                                           | Les travaillistes croates - Le Parti du travail | 31 363  | 3,40 %  | -2,37 | 0      | -1     |              |
|                                           | Partenariat du centre croate                    | 22 098  | 2,40 %  | N/A   | 0      | N/A    |              |
|                                           | Autres                                          | 60 452  | 6,55 %  |       | 0      |        |              |

### Analyse
Avec une participation de 25 %, les électeurs croates se sont davantage rendus aux urnes que lors des premières élections européennes à s'être déroulées dans le pays, en 2013 (20,74%).
Alors qu'en 2013, les deux principales coalitions, celle formée autour de l'HDZ et celle menée par le SDP, avaient terminé au coude-à-coude, la première a clairement confirmé son avance lors de ces élections, en terminant près de onze points devant la seconde. La troisième place est occupée par un parti créé entre ces deux élections, par une députée ayant quitté le SDP, ORaH. Cette percée est la première de ce type réalisée par un parti écologiste en Croatie, mais constitue également le meilleur score d'un membre du Parti vert européen dans l'ancien Bloc de l'Est. Les conservateurs de l'Alliance pour la Croatie, semblent avoir pâti de la perte par la délégation croate de son douzième siège, lui barrant ainsi les portes du Parlement européen. Enfin, le Parti travailliste croate a souffert d'un lourde de défaite passant de la troisième à la cinquième place, et perdant ainsi le siège gagné en 2013.